# Macropodiella
Macropodiella é um género botânico pertencente à família Podostemaceae.

## Espécies
- Macropodiella pellucida (Engl.) C.Cusset

1. ↑  «Macropodiella — World Flora Online». www.worldfloraonline.org. Consultado em 19 de agosto de 2020